# Ermita de San Bartolomé (Lejona)
La ermita de San Bartolomé es un edificio religioso construido en el siglo XVI en Lejona (Leioa), Vizcaya. Es utilizado como ermita por la Iglesia católica, bajo la advocación de San Bartolomé Apóstol. 
El barrio de Basaez o Basáñez (parte de Peruri, cercana a Negurigane) en el que se encuentra, suele ser llamado también San Bartolomé. La ermita también da nombre a las escuelas públicas (Centro de Educación Infantil y Primaria San Bartolomé) que se encuentran a su lado, y a dos caseríos cercanos: San Bartolomé y Ermitazpi (bajo la ermita en euskera). 

## Descripción
Su planta es rectangular, de 13,2 por 7 metros. Los muros son de mampostería vista, con esquineros de sillería. 
La espadaña, de un vano con campana, también combina la mampostería y la sillería, y está rematada por una pequeña cruz de piedra.
En el lado norte tiene una puerta adintelada, y en la fachada oeste, una puerta de arco apuntado.
Al norte y al sur tiene ventanas de arco escarzano. El pavimento es de baldosas de tierra cocida.
La cubierta del cuerpo central es a dos vertientes, y además tiene pórtico a los pies y al lado de la Epístola.
Dentro se guarda una imagen de San Bartolomé.

## Uso
Aún después de la construcción de la iglesia parroquial cercana, durante algunos años desempeñó funciones de aneja de la parroquia, teniendo un sacerdote a su cargo, celebrando culto diario, pero para 1983 ya solo se celebraba la misa cantada del 24 de agosto, festividad de San Bartolomé.